# Luisia microptera
Luisia microptera är en orkidéart som beskrevs av Heinrich Gustav Reichenbach. Luisia microptera ingår i släktet Luisia och familjen orkidéer.
Artens utbredningsområde är Assam (Indien). Inga underarter finns listade i Catalogue of Life.